# Desproporção cefalopélvica
Desproporção cefalopélvica (DCP) (do grego-latim cephalos, cabeça) é um termo obstétrico para quando a pelve materna não é larga suficiente para permitir a passagem da cabeça do bebê.
Pode ser devido a uma pequena pelve, a uma forma androide (masculinizada) da pele, a um grande feto, a uma desfavorável posição do feto ou de uma combinação destes fatores.
Certas condições médicas podem distorcer ossos pélvicos, tais como raquitismo ou fratura da pelves.
Medir o maior diâmetro da cabeça do bebê (mais de 10cm é muito grande) com uma ecografia e a dilatação do cérvix (menos de 10cm pode não ser suficiente) permite prever esse problema antes do parto normal.

## Causas
Um grande feto (macrossomia fetal) pode ser causado por diabetes gestacional, gravidez prolongada, fatores genéticos e é mais comum após muitos filhos.
A forma da pelve também pode ser inadequada por malformações, fraturas ou andrógenas. Adolescentes com menos de 15 anos e mulheres pequenas frequentemente tem a pelve menor que o necessário para um parto normal seguro.

## Diagnóstico
O diagnóstico de CPD pode ser durante o trabalho de parto, quando o bebê não está descendo adequadamente.
Teoricamente, medir a pelve (pelvimetria) pode identificar desproporção cefalopélvica. No entanto, a pelve relaxa antes do nascimento (com a ajuda de hormônios como a relaxina). Uma revisão de Cochrane, em 2017, descobriu que havia pouca evidência dos benefícios da pelvimetria quando o bebê está em apresentação cefálica. Uma revisão em 2003, chegou à conclusão que a pelvimetria não altera o gerenciamento das mulheres grávidas e recomendou que todas as mulheres deveriam ser permitidas a iniciar o trabalho de parto normal, independentemente dos resultados da pelvimetria. A pelvimetria foi considerada como um desperdício de tempo, causando cesárias e desconforto desnecessário.

## Tratamento
No caso de um feto maior que o esperado para a semana de gestação, os obstetras recomendam a indução do trabalho de parto antes de 40 semanas. Se o trabalho de parto já começou, a DCP é indicação absoluta de cesariana. 